# Gustav Blümer

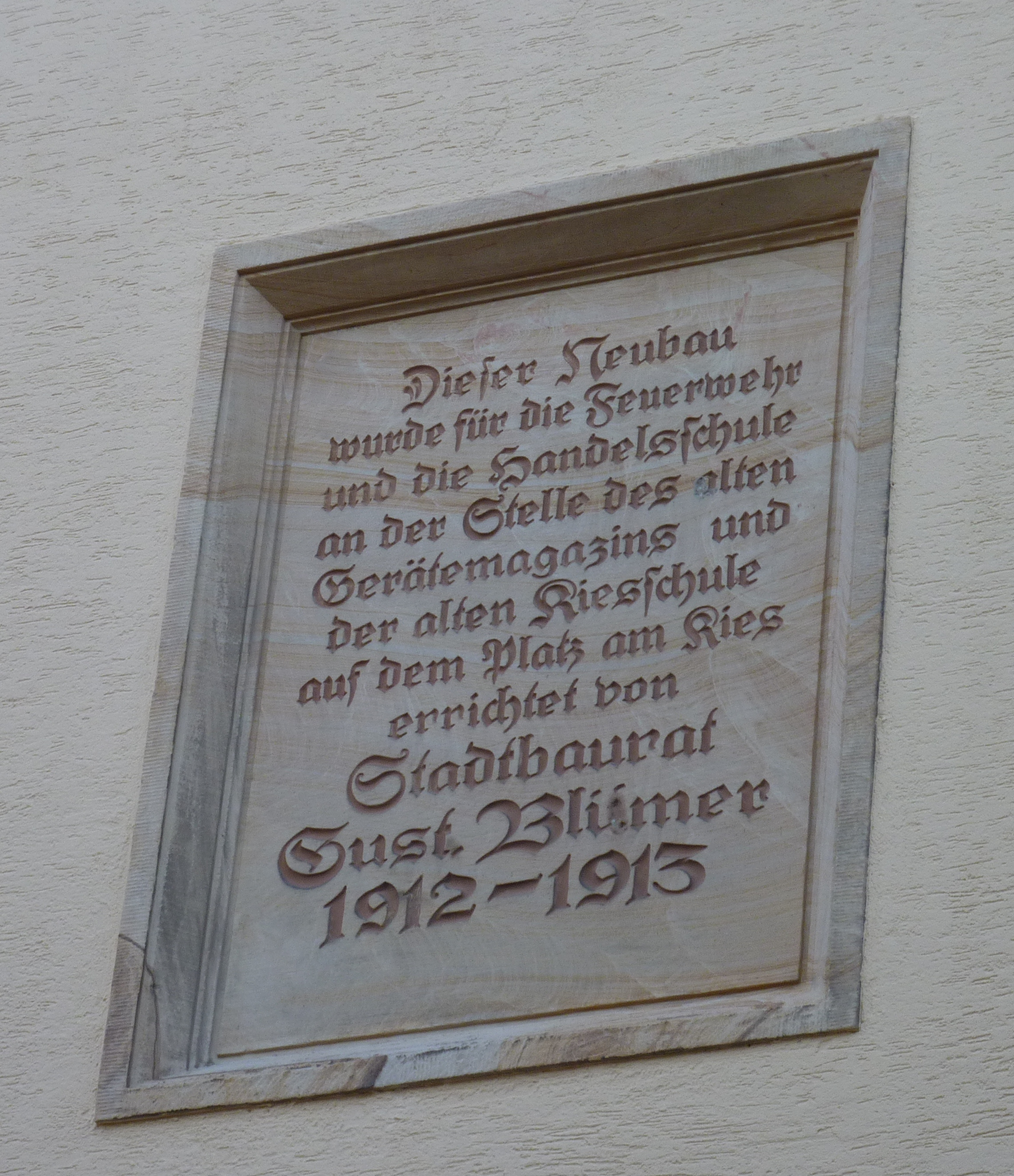
Bauinschrift an der Alten Feuerwache in Esslingen

Gustav Blümer (* im 19. Jahrhundert; † im 20. Jahrhundert) war ein deutscher Architekt und kommunaler Baubeamter.

## Leben und Bauten
Gustav Blümer, der aus Stuttgart stammte, wurde 1889 nach dem bestandenen 2. Staatsexamen zum Regierungsbaumeister (Assessor in der öffentlichen Bauverwaltung) ernannt.
Als Stadtbaumeister und später Stadtbaurat in Esslingen am Neckar schuf er dort mehrere Bauwerke, die mittlerweile unter Denkmalschutz stehen: die Mädchen-Volksschule an der Blumenstraße (Blumenstraße 31, 1902–1904), das Sulzgrieser Schulhaus (Sulzgrieser Straße 122, 1904) die Mädchen-Mittelschule an der Blumenstraße (Blumenstraße 10, 1910–1912), die Feuerwache (1912–1913), und die Pliensauschule (Breitenstraße 19, 1913). Das Israelitische Waisenhaus (Entengrabenstraße 10), im Kern ein Bau aus dem frühen 18. Jahrhundert, erhielt seine heutige Gestalt im Jahr 1922 durch Blümer.
Nicht denkmalgeschützt ist das 1910 errichtete Gymnasium, Lohwasen 1. Blümer schilderte dieses Bauwerk ausführlich in der Festschrift, die zur Einweihung erschien.